# Annapolis (film)
Annapolis este un film din 2006, regizat de Justin Liu iar scenariul a fost scris de David Collard.

## Sinopsis
În film este vorba despre Jake Huard (James Franco), un tânăr care în ochii tatălui, Bill Huard (Brian Goodman), nu este în stare să ajungă prea departe în viață. Pentru a dovedi contrariul, dar și pentru a îndeplini visul mamei lui decedate, Jake se înscrie în Academia Militară.
În film apare și o poveste de dragoste, între Jake și Ali (Jordana Brewster). Cei doi se întâlnesc prima oară într-un bar, unde Jake o crede pe Ali o prostituată, dar în ziua imediat următoare se vor întâlni în armată, unde Ali este instructoarea lui.
Filmul Annapolis merge pe trei direcții:
1. Dramă – lupta lui Jake de a dovedi tuturor (și sieși) că este suficient de dur pentru a corespunde cerințelor armatei. Sugestivă pentru această dramă trăită de Jake este replica lui: Ce fel de tată dorește ca fiul lui să eșueze?.
2. Romance – relația dintre Jake și Ali
3. Sport – Filmul are multe scene de box: Jake luptă pentru a câștiga campionatul armatei și pentru a-l învinge pe rivalul său, ofițerul Cole (Tyrese Gibson).

1. 1 2   http://www.imdb.com/title/tt0417433/, accesat în 7 iulie 2016 Lipsește sau este vid: |title= (ajutor)
2. 1 2 3 4   http://www.metacritic.com/movie/annapolis, accesat în 7 iulie 2016 Lipsește sau este vid: |title= (ajutor)
3. 1 2   http://www.filmstarts.de/kritiken/39589-Annapolis.html, accesat în 7 iulie 2016 Lipsește sau este vid: |title= (ajutor)
4. 1 2 3 4 5 6 7   http://www.filmaffinity.com/es/film149062.html, accesat în 7 iulie 2016 Lipsește sau este vid: |title= (ajutor)
5. 1 2 3 4   http://stopklatka.pl/film/annapolis, accesat în 7 iulie 2016 Lipsește sau este vid: |title= (ajutor)
6. 1 2 3 4 5 6 7   http://www.imdb.com/title/tt0417433/fullcredits, accesat în 7 iulie 2016 Lipsește sau este vid: |title= (ajutor)
7. 1 2 3  Česko-Slovenská filmová databáze